# Hem-Hardinval
Hem-Hardinval é uma comuna francesa na região administrativa de Altos da França, no departamento de Somme. Estende-se por uma área de 10,25 km². Em 2010 a comuna tinha 378 habitantes (densidade: 36,9 hab./km²).